# 1710 au Canada
Pour un article plus général, voir Chronologie du Canada.
Cet article traite des événements qui se sont produits durant l'année 1710 au Canada.

## Événements

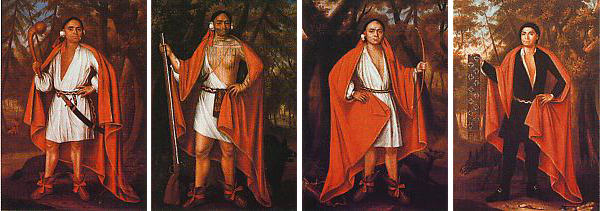
chefs Mohawks en 1710.

- 31 mars : Michel Bégon de la Picardière devient intendant de la Nouvelle-France[1]. Il y arrive le 14 septembre 1712 (fin le 14 octobre 1726). Il instaure le premier système postal en Nouvelle-France.
- 5 au 13 octobre :  siège et prise de Port-Royal[2]. Les Anglais contrôlent désormais l’Acadie qu’ils vont renommer Nouvelle-Écosse. Samuel Vetch est le premier gouverneur de la Nouvelle-Écosse.
- 17 octobre : concession de la seigneurie de Montarville[3].

- Fondation du cimetière de l’hôpital-général de Québec[4].

## Naissances
- 24 avril : Louis-Philippe Mariauchau d’Esgly, évêque de Québec († 4 juin 1788).
- 23 juillet : Jonathan Belcher, lieutenant-gouverneur de la Nouvelle-Écosse († 30 mars 1776).
- 10 août : Louis Coulon de Villiers, militaire († 2 novembre 1757).
- 7 octobre : François-Josué de la Corne Dubreuil, militaire († 17 octobre 1753).
- Marie-Josèphe-Angélique, esclave († 21 juin 1734).
- Antoine-Simon Maillard, missionnaire chez les micmacs († 12 août 1762).

## Décès

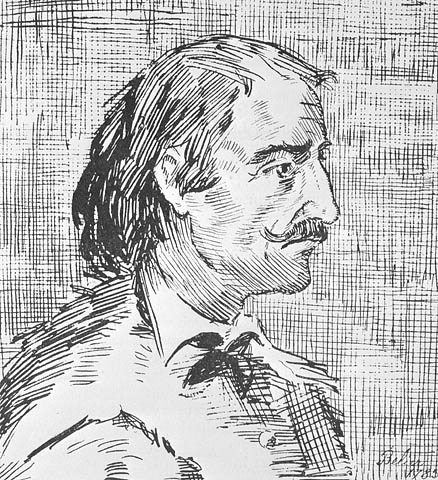
Pierre-Esprit Radisson

- 9 mars : Sébastien Le Gonard, administrateur à Saint-Pierre et Miquelon (° 1647).
- 14 mars : Guillaume Bonhomme, seigneur (° 1644).
- 21 juin : Pierre-Esprit Radisson, explorateur et commerçant de fourrure (° 1636).
- 22 septembre : Jacques-René de Brisay, gouverneur de la Nouvelle-France (° 1637).